# Porky et Daffy
Pour plus de détails, voir Fiche technique et Distribution.
Porky et Daffy (Porky & Daffy) est un court métrage d'animation de la série américaine Looney Tunes réalisé par Bob Clampett, produit par les Leon Schlesinger Productions et sorti en 1938.